# ヤシャル・ケマル
ヤシャル・ケマル（Yaşar Kemal, 1923年10月6日 - 2015年2月28日）はトルコの作家。

## 経歴
オスマニエ県のギョクチェダム村に生まれる。父親が犠牲祭のため羊を屠殺していた時、刃物による事故のため右目を失明した。加えて5歳の時、モスクでの礼拝中、養子のユスフに父が刺殺された事件が起こり、その証言をしなければならなかった。これらの経験から吃音を発症し12歳になる頃まで治らなかった。
後に代書人、ジャーナリストを経て、1943年に初の著作となる、民謡曲を編纂した（Ağıtlar）『バラード』を発表する。この本は多くの長い間忘れられた韻文や民謡に光を当てた。また、ケマルは16歳の時からそれらの収集を始めた。1950年に最初の小説となる『赤ん坊』（Bebek）、『店主』（Dükkancı）、『メメトとメメト』（Memet ile Memet）が出版された。ちなみに、彼の初の小説はトルコ軍に入隊しカイセリにいた1944年に書かれた『汚れた物語』（Pis Hikaye）である。
1955年に出版したİnce Memed（『痩せたメメッド』 / 英語訳本：Memed, My Hawk『メメド、我が鷹』）で国際的な名声を獲得した。この作品では、社会の構造を、領主アガ に追われて山に逃げ込んだ主人公である伝説的な英雄を通じて批評した。これらの作品が評価され、現在までに19の賞を獲得し、1973年にはノーベル文学賞にノミネートされた。なお、永田雄三はİnce Memedについて「歴史的にみると、吟遊詩人によって謡われたトルコ民族の民族叙事詩『キョルオウル物語』の系統を引いているとも考えられる」と指摘している。
ケマルはケマル・アタチュルクのトルコの言語純化運動に従って、トルコ語を文学的な言語として再創造することを主張している。1984年にレジオンドヌール勲章コマンドール、2011年に同グランドフィシエ受章。
2015年イスタンブールの病院で死去。ジンジルリクユ墓地に埋葬される。

## 主な著作

### 小説
- İnce Memed (Memed, My Hawk ) (1955)
  - Ince Memed II (They Burn the Thistles) (1969)
  - İnce Memed III (1984)
  - İnce Memed IV (1987)
- Teneke (The Drumming-Out) (1955)
- Ortadirek (The Wind from the Plain) (1960)
- Yer Demir Gök Bakır (Iron Earth, Copper Sky) (1963)
- Ölmez Otu (The Undying Grass) (1968)
- Akçasazın Ağaları/Demirciler Çarşısı Cinayeti (The Agas of Akchasaz Trilogy/Murder in the Ironsmiths Market) (1974)
- Akçasazın Ağaları/Yusufcuk Yusuf (The Agas of Akchasaz Trilogy/Yusuf, Little Yusuf) (1975)
- Yılanı Öldürseler (To Crush the Serpent) (1976)[8]
- Al Gözüm Seyreyle Salih (The Saga of a Seagull) (1976)
- Allahın Askerleri (God’s Soldiers) (1978)
- Kuşlar da Gitti (The Birds Have Also Gone: Long Stories) (1978)
- Deniz Küstü (The Sea-Crossed Fisherman) (1978)
- Hüyükteki Nar Ağacı (The Pomegranate on the Knoll) (1982)
- Yağmurcuk Kuşu/Kimsecik I (Kimsecik I - Little Nobody I) (1980)
- Kale Kapısı/Kimsecik II (Kimsecik II - Little Nobody II)(1985)
- Kanın Sesi/Kimsecik III (Kimsecik III - Little Nobody III) (1991)
- Fırat Suyu Kan Akıyor Baksana (Look, the Euphrates is Flowing with Blood) (1997)
- Karıncanın Su İçtiği (Ant Drinking Water) (2002)
- Tanyeri Horozları (The Cocks of Dawn) (2002)
- Çıplak Deniz Çıplak Ada (2012)
- Tek Kanatlı Bir Kuş (2013)

### 長篇小説
- Üç Anadolu Efsanesi (Three Anatolian Legends) (1967)（『三つのアナトリアの伝説』）
  - Köroğlunun Meydana Çıkışı[9] / Karacaoğlan / Alageyik
- Ağrıdağı Efsanesi (The Legend of Mount Ararat) (1970)
- Binboğalar Efsanesi (The Legend of the Thousand Bulls) (1971)
- Çakırcalı Efe (The Life Stories of the Famous Bandit Çakircali) (1972)

### ルポルタージュ
- Yanan Ormanlarda 50 Gün (Fifty Days in the Burning Forests) (1955)
- Çukurova Yana Yana (While Çukurova Burns) (1955)[10]
- Peribacaları (The Fairy Chimneys) (1957)
- Bu Diyar Baştan Başa (Collected reportages) (1971)
- Bir Bulut Kaynıyor (Collected reportages) (1974)